# Pocas Pascoal
Pocas Pascoal, eigentlich Maria Esperança Pascoal, (* 1963 in Luanda, Portugiesisch-Angola) ist eine angolanische Filmregisseurin.
Pascoal wurde 1963 in der Hauptstadt Luanda der portugiesischen Kolonie Angola geboren. Mit 16 Jahren floh sie vor dem angolanischen Bürgerkrieg nach Lissabon, kehrte jedoch zwei Jahre später wieder zurück um als erste Kamerafrau Angolas zu arbeiten. 1986 zog sie nach Frankreich, um dort am Conservatoire Libre du Cinéma Français Regie zu studieren. Seit 2002 ist sie Teil einer Künstlergruppe namens Cité Internationale des Arts.
1998 veröffentlichte Pascoal ihren ersten Kurzfilm Pour nous, später folgten zwei Dokumentationen Mémoires d’enfance (2000) und There is always somebody who loves you (2004) sowie ein weiter Kurzfilm Demain sera différent (2008). 2011 produzierte sie ihren ersten Langfilm: Por aqui tudo bem, in dem sie autobiographisch ihr „Exil“ in Portugal beschreibt. Für diesen Film erhielt sie verschiedene Preise, unter anderem den des besten Films auf dem internationalen Filmfestival von Los Angeles 2012 sowie den Preis der Europäischen Union auf dem FESPACO 2013.

## Filmografie
- 1998: Pour Nous
- 2000: Mémoires d’enfance
- 2004: There is always somebody who loves you
- 2008: Demain sera différent
- 2011: Por aqui tudo bem